# Ochogrigol
L'Ochogrigol (in russo Охогригол?) è un fiume della Russia siberiana occidentale, affluente di destra del fiume Kolek"ëgan. Scorre nel bassopiano della Siberia occidentale, all'interno del Nižnevartovskij rajon del Circondario autonomo degli Chanty-Mansi-Jugra.
Il fiume, che ha origine dagli Uvali siberiani, scorre mediamente in direzione meridionale e incontra il Kolek"ëgan a 237 km dalla sua foce. La lunghezza del fiume è di 130 km. L'area del suo bacino è di 2 410 km².